# Aloe bulbicaulis
Aloe bulbicaulis är en grästrädsväxtart som beskrevs av Hugh Basil Christian. Aloe bulbicaulis ingår i släktet Aloe och familjen grästrädsväxter. Inga underarter finns listade i Catalogue of Life.